# Andrée Taurinya
Andrée Taurinya née le 3 juin 1963 à Toulouse, est une femme politique française. Membre de La France insoumise, elle est élue députée dans la deuxième circonscription de la Loire en 2022, et réélue en 2024.

## Biographie

### Entourage
Née à Toulouse le 3 juin 1963, elle est la petite-nièce de la vice-présidente de l'Assemblée nationale Mathilde Gabriel-Péri (née Taurinya), , mariée au député Gabriel Péri exécuté par les Allemands au fort du Mont Valérien. Cette dernière avait également comme sœur Pauline, femme d’André Marty.
Elle hérite de l’engagement communiste de des parents, et des grands parents, réfugiés espagnols du coté paternel.

### Formation et parcours professionnel
Elle est titulaire d'une maîtrise de russe et du CAPES de lettres modernes. Elle devient professeure de lettres et enseigne en établissements d'enseignement prioritaire durant toute sa carrière. Elle enseigne en région parisienne avant d'emménager à Saint-Étienne en 1997. Jusqu'à son élection en 2022, elle est professeure au collège Jean-Dasté situé en zone d’éducation prioritaire,.

### Parcours politique
En 1978, à l'âge de 15 ans, elle intègre les Jeunes communistes, puis l'UNEF dite UNEF-SE lorsqu'elle est étudiante. Elle intègre ensuite le Parti communiste français.
Déjà membre du Parti de gauche, elle intègre La France insoumise à sa création, en 2016. Elle est tour à tour candidate aux élections législatives de 2017 dans la deuxième circonscription de la Loire, où elle échoue face au candidat de la majorité sortante Jean-Michel Mis avec 42 % des voix au second tour, tête de liste aux élections municipales de 2020 à Saint-Étienne, puis candidate aux élections départementales de 2021 dans le canton de Saint-Étienne-6, où elle échoue au second tour.

#### Députée de laXVIelégislature
En 2022, de nouveau candidate aux élections législatives dans la deuxième circonscription sous l'union de la NUPES, elle remporte le second tour avec 50,6 % des suffrages exprimés contre le candidat sortant LREM Jean-Michel Mis. Elle est la quatrième femme députée de la Loire et, sous la Cinquième République, la première à représenter des Stéphanois à l'Assemblée nationale.
Membre et secrétaire du 2 octobre 2023 au 9 juin 2024 de la commission des Lois,, elle est co-cheffe de file de son groupe La France Insoumise - NUPES dans le cadre de l’examen du projet de loi immigration, elle est membre de la commission mixte paritaire (CMP) du projet de loi relative à l'asile et à l'immigration de 2023 à la suite du vote de la motion de rejet,,,.

#### Députée de laXVIIelégislature
Elle est réélue lors des élections législatives de 2024, devant les candidats RN Hervé Breuil et UDI Éric Le Jaouen, qui  avait choisi de se maintenir alors qu'il était arrivé en troisième position lors du premier tour, en opposition au barrage républicain.
Le 9 octobre 2024, elle est élue juge suppléante à la Cour de justice de la République,,.

### Affaire judiciaire
Le 5 mai 2025, elle est condamnée pour diffamation par le tribunal correctionnel de Saint-Etienne à 2 000 € d’amende avec sursis pour avoir accusé Gerbert Rambaud, vice-président du parti d’extrême droite Debout la France, d’antisémitisme. Elle a annoncé faire appel de la condamnation.